# Hönsan (Hedemora)

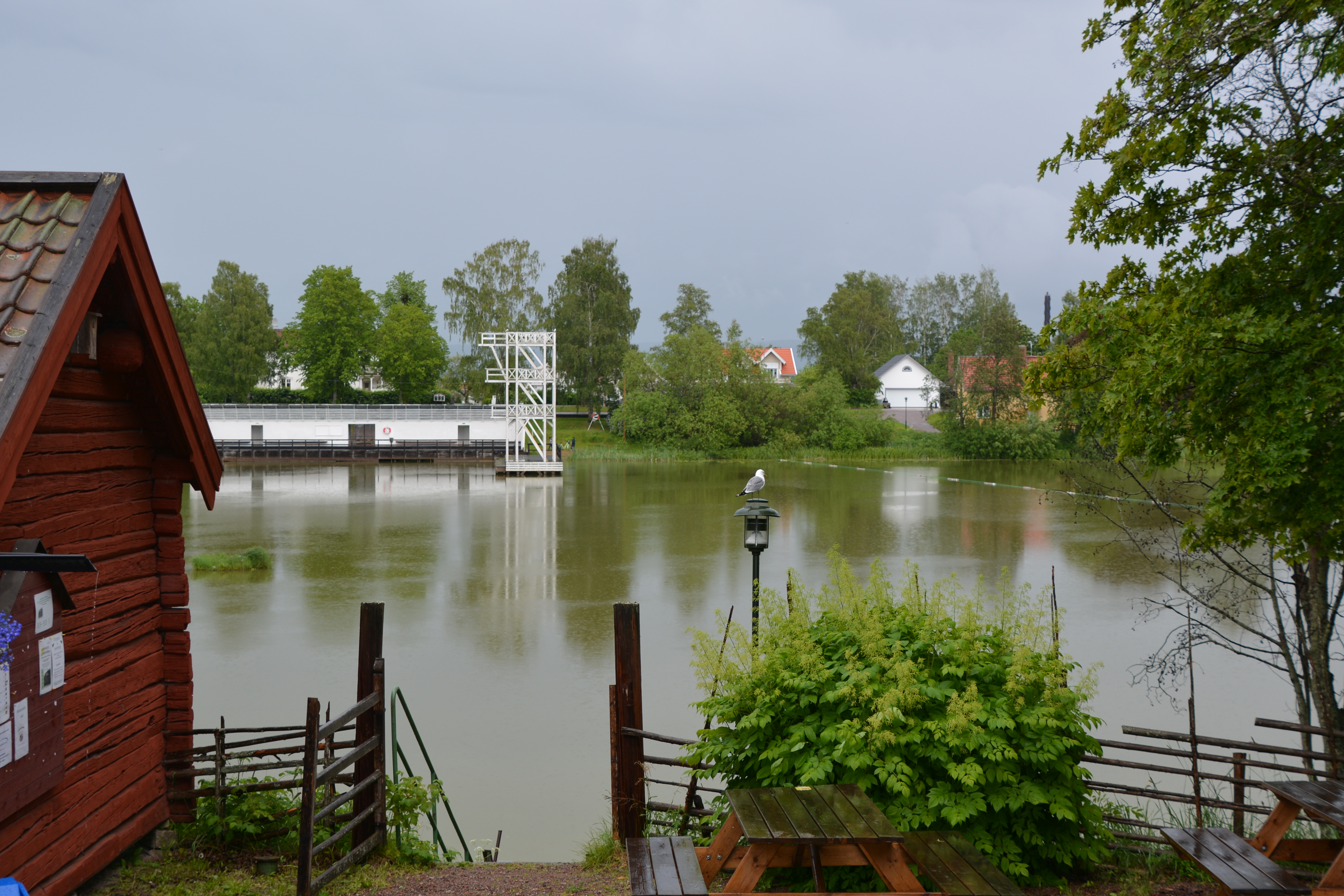
Hönsan sedd från Hedemora gammelgård med Hedemora kallbadhus i fonden

Hönsan är en sjö i Hedemora kommun i Dalarna och ingår i Dalälvens huvudavrinningsområde. Sjön har en area på 0,0557 kvadratkilometer och ligger 101,1 meter över havet. Sjön är, i likhet med exempelvis Munkbosjön och Matsbosjön, en åsgropsjö längs Badelundaåsen. Vid Hönsan ligger Hedemora kallbadhus och Hedemora gammelgård.

## Delavrinningsområde
Hönsan ingår i det delavrinningsområde (668434-150737) som SMHI kallar för Utloppet av Brunnsjön. Medelhöjden är 120 meter över havet och ytan är 13,14 kvadratkilometer. Räknas de 7 avrinningsområdena uppströms in blir den ackumulerade arean 75,32 kvadratkilometer. Broån som avvattnar avrinningsområdet har biflödesordning 2, vilket innebär att vattnet flödar genom totalt två vattendrag innan det når havet efter 148 kilometer. Avrinningsområdet består mestadels av skog (32 procent) och jordbruk (30 procent). Avrinningsområdet har 1,4 kvadratkilometer vattenytor vilket ger det en sjöprocent på 10,6 procent. Bebyggelsen i området täcker en yta av 2,43 kvadratkilometer eller 18 procent av avrinningsområdet.